# 大阪梅田駅 (阪神)

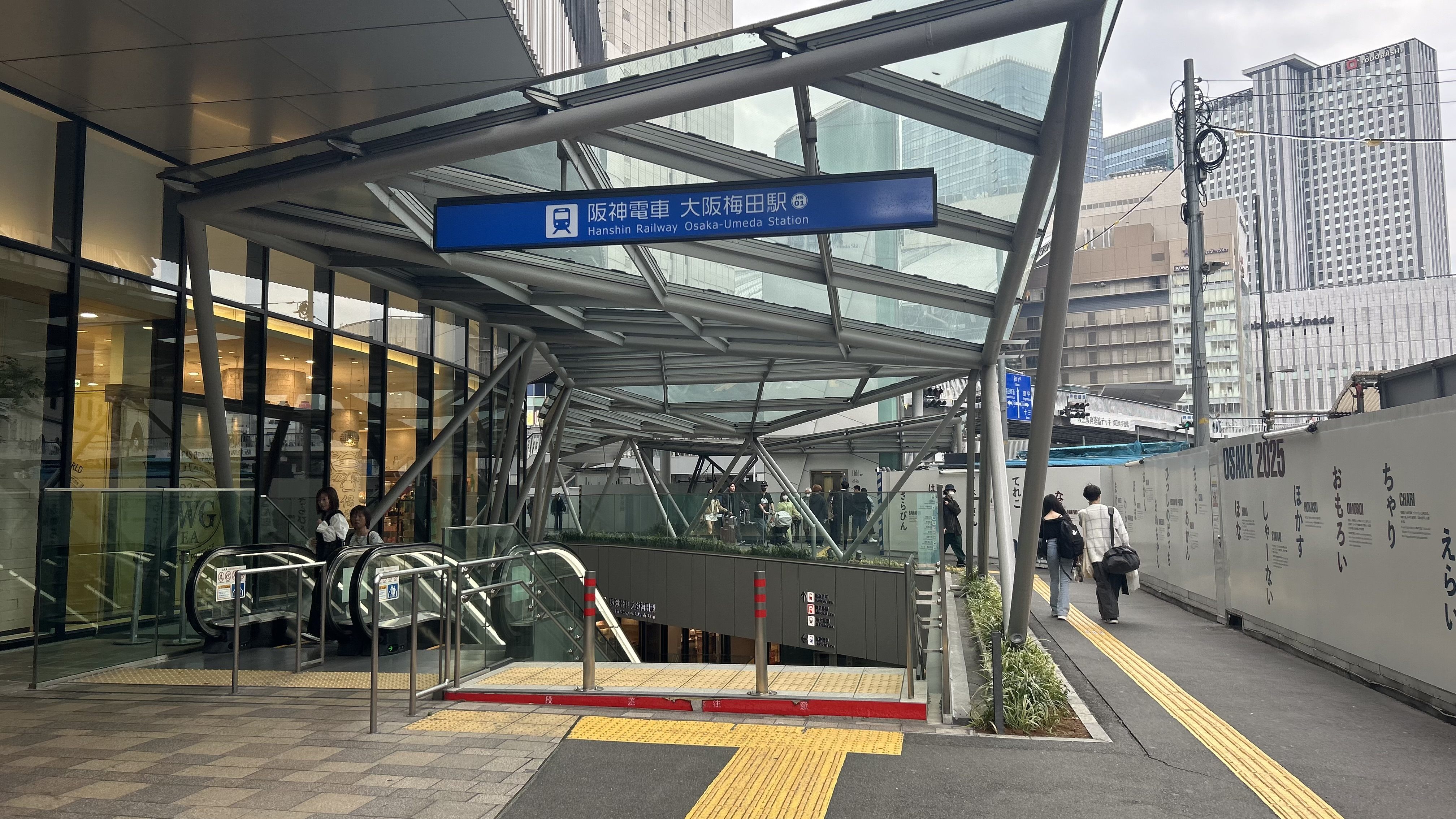
大阪梅田駅出入口

大阪梅田駅（おおさかうめだえき）は、大阪府大阪市北区梅田三丁目にある、阪神電気鉄道本線の駅。駅番号はHS 01。
阪神百貨店梅田本店（大阪梅田ツインタワーズ・サウス）の地下2階に位置する。

## 概要
本線の起点であり、同線から分岐している阪神なんば線の大阪難波駅とともに大阪側のターミナル駅として機能している。阪神電鉄で最も利用者数の多い駅である。大阪の2大繁華街の一角キタの中心地である梅田の地下に位置し、周辺は大阪市の商業・ビジネスの中心地の一つである。阪神本線の地上路線跡地などを再開発したオオサカガーデンシティは大規模なビジネス街であり、周辺には日本最大級の超高層ビル群が立ち並んでいる。
2019年10月1日に、国内外の観光客にとって当駅が大阪側の中心駅であることを分かりやすくするために「梅田駅」から「大阪梅田駅」に改称された。旧梅田駅時代から、大阪難波駅と同様に大阪側のターミナル駅であることを明確にするため、車内アナウンスでは「大阪、大阪梅田・終点です。」のように案内されてきたほか、阪急の梅田駅と区別するため「阪神梅田駅」と呼ばれたこともあった。駅自動放送においても同様で、阪急の乗り入れる新開地駅や高速神戸駅、乗り入れ先の山陽電鉄線内では「阪神梅田」、阪神電鉄線内では「大阪梅田」の呼称が用いられた。現在でも、直通特急のうち当駅行き（上り）列車については阪神に乗り入れることを明確にするため、山陽電鉄線と阪神神戸高速線の各駅では「阪神大阪梅田」と表示しているほか、列車でも「阪神大阪梅田」または「阪神梅田」（阪神車両のうち行先表示器が幕式のもの）と表示している。
切符売り場では、路線図型の運賃表には阪神全駅の中で唯一大阪難波駅は記載されておらず、阪神なんば線では桜川駅までが記載されている。
当駅 - 神戸三宮駅間を経路に含む通勤定期券を所持している場合、その定期券で阪急の大阪梅田駅または阪急の神戸三宮駅でも乗降することができる。逆に、阪急の大阪梅田駅 - 神戸三宮駅間を経路に含む通勤定期券（IC定期含む）を所持している場合も、阪神の大阪梅田駅または神戸三宮駅で乗降することができる。なお、定期券の券面記載の経路に含まれていない側の途中駅で降りる場合や今津駅での乗り継ぎの場合は別途運賃が必要となる。
本線（武庫川線を含む）- 阪神なんば線の新線区間（九条駅 - 大阪難波駅間）の通勤定期券（大物駅 - 九条駅間を有効区間に含んでいる通勤定期券）を利用する場合、当駅に限りそのまま乗降が可能である。
列車到着時は、大阪難波駅と神戸三宮駅2番ホームを除く他の全ての駅で使用している到着メロディ「線路は続くよどこまでも」は流れず、いきなり「まもなく、●番線に電車が参ります」のアナウンスが流れる（但し、アナウンスの後に流れる、のち新たに追加したオリジナル到着メロディは流れる）。一方、発車時は、シンセサイザーによる発車メロディが流れる。加えて、注意喚起のため、列車が発車する直前から発車後ホームを離れるまで「●番線の電車が発車します、ご注意ください」が繰り返し流される。
かつて、阪神でも往復乗車券が発売されていた頃は、阪神全駅の中でも唯一、当駅のみ往復乗車券専用の自動券売機が設置されていた。特に甲子園球場でイベント（主にプロ野球公式戦や高校野球大会など）が開催される日には大阪梅田駅 - 甲子園駅間の、また尼崎競艇開催時には大阪梅田駅 - 尼崎センタープール前駅間の、十日えびす大祭期間中では大阪梅田駅 - 西宮駅間の、往復乗車券がそれぞれ発売されていた。なお、阪神電鉄において往復乗車券は2022年9月30日をもって廃止されており、当駅の往復乗車券専用の券売機もそれに先駆けて廃止されている。

プロ野球の開催当日で甲子園球場・京セラドーム大阪いずれも入場券が前売り完売した場合は、（大阪梅田駅以外も含めて）改札口の液晶モニター、ホームの発車標やLED表示器などでその旨が表示される。
定期列車においては、1・2番線からは直通特急と特急のみが、3番線からは24時15分発特急（最終）と急行と区間急行のみが、4番線からは普通のみが、それぞれ固定されて発着しているため、1・2番線ホームの時刻表には直通特急・特急のみが、3・4番線ホームの時刻表には24時15分発特急と急行・区間急行・普通のみが、それぞれ記載されている。なお、各改札口にある時刻表には全列車が記載されている。
元々各ホーム幅が狭く混雑時にはホームの端まで乗客が溢れて危険な状態にあったことや、西改札側は階段しかなくバリアフリー面で問題があったなど改良点が様々あったことから、2015年3月3日より2024年3月16日まで9年もの長い期間をかけて大規模な駅改良工事が行われた（後述）。
当駅は阪神電鉄の管理駅では最東端に位置する(路線としての最東端である大阪難波駅が近畿日本鉄道の管轄であるため)。

### 当駅からの接続路線
太字は駅名。「梅田地区の鉄道駅」も参照。
- 阪急電鉄 - 大阪梅田駅 (HK-01)
  -  神戸本線 - 当駅が起点。
  -  宝塚本線 - 当駅が起点。
  -  京都本線 - 戸籍上の起点は十三駅だが、十三駅を発着する全列車が乗り入れる。
- 大阪市高速電気軌道（Osaka Metro）
  - 梅田駅 (M16) -  御堂筋線
  - 東梅田駅 (T20) -  谷町線
  - 西梅田駅 (Y11) -  四つ橋線
- 西日本旅客鉄道（JR西日本）
  - 大阪駅 -  大阪環状線 (JR-O11)、東海道本線（ JR京都線・JR神戸線 (JR-A47)）、福知山線（ JR宝塚線 (JR-G47)）、 おおさか東線（JR-F01）
  - 北新地駅 (JR-H44) -  JR東西線

## 歴史
- 1906年（明治39年）12月21日：それまでのターミナルだった出入橋駅（廃駅）より路線を延ばす形で、梅田駅として開業。当時は現在より西（ハービスENTあたり）にあった。
- 1939年（昭和14年）3月21日：移転、地下化。
- 2009年（平成21年）3月20日：阪神なんば線開業に伴い、先述の定期券で当駅で乗降可能となる取り扱いを開始。また、尼崎競艇場の最寄り駅である尼崎センタープール前駅への下り急行の臨時停車も休止され、「急行に乗車の上、尼崎で各駅停車に乗り換え」の張り紙がされた。
- 2010年（平成22年）3月：駅構内にある全てのLED方式の発車案内板の更新が行われ、種別表示はフルカラー化。
- 2014年（平成26年）4月1日：駅番号導入。
- 2015年（平成27年）
  - 3月3日：駅改良工事に着手[2]。
  - 12月19日：西改札北側の東西自由通路を改修工事のため閉鎖。代替として西改札側コンコースの南側を分断し、仮設東西自由通路を開設。これにより西改札には4番線降車ホームのみ独立した出口専用改札を設置。
- 2018年（平成30年）6月1日：南出口新設。
- 2019年（令和元年）10月1日：駅名を「大阪梅田」に変更[6][7]。
- 2021年（令和3年）
  - 2月6日：改修工事完了により閉鎖していた西改札北側の東西自由通路を再開。併せて仮設東西自由通路と4番線降車ホーム出口専用改札を閉鎖、駅構内化。
  - 10月30日：1番線降車ホームの北側に新設した新・1番線ホームを供用開始し、1・2番線乗車ホームを拡幅。併せて新・1番線ホームで可動式ホーム柵を使用開始。
- 2022年（令和4年）
  - 10月29日：西改札西口を移設。1・2番線乗車ホームにエスカレーターを新設。
- 2023年（令和5年）
  - 1月28日：新・2番線ホームを供用開始し、併せて2番線でも可動式ホーム柵・LCD式発車標を使用開始。
  - 5月27日：新・3番線ホームを供用開始し、併せて3番線でも可動式ホーム柵・LCD式発車標を使用開始[8]。
  - 12月6日：4番線降車ホームを閉鎖。3・4番線乗車ホームにエスカレーターを新設。
  - 12月16日：4番線で可動式ホーム柵を使用開始[9]。
- 2024年（令和6年）
  - 1月27日：各乗車ホーム神戸寄りにエレベーターを新設（西改札コンコースと直結）。
  - 3月16日：駅改良工事が完了[2]。

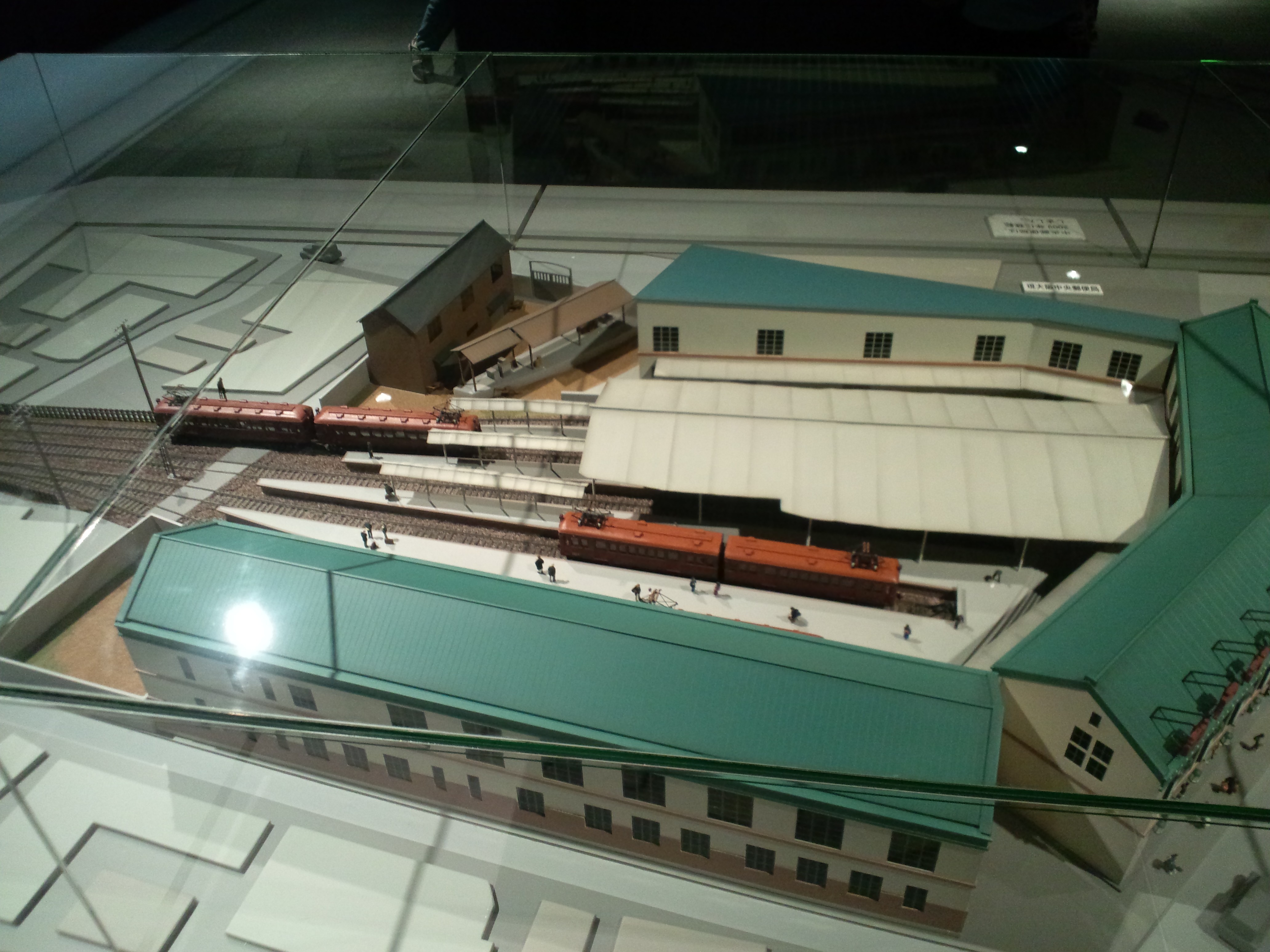
旧梅田駅の模型（大阪歴史博物館）
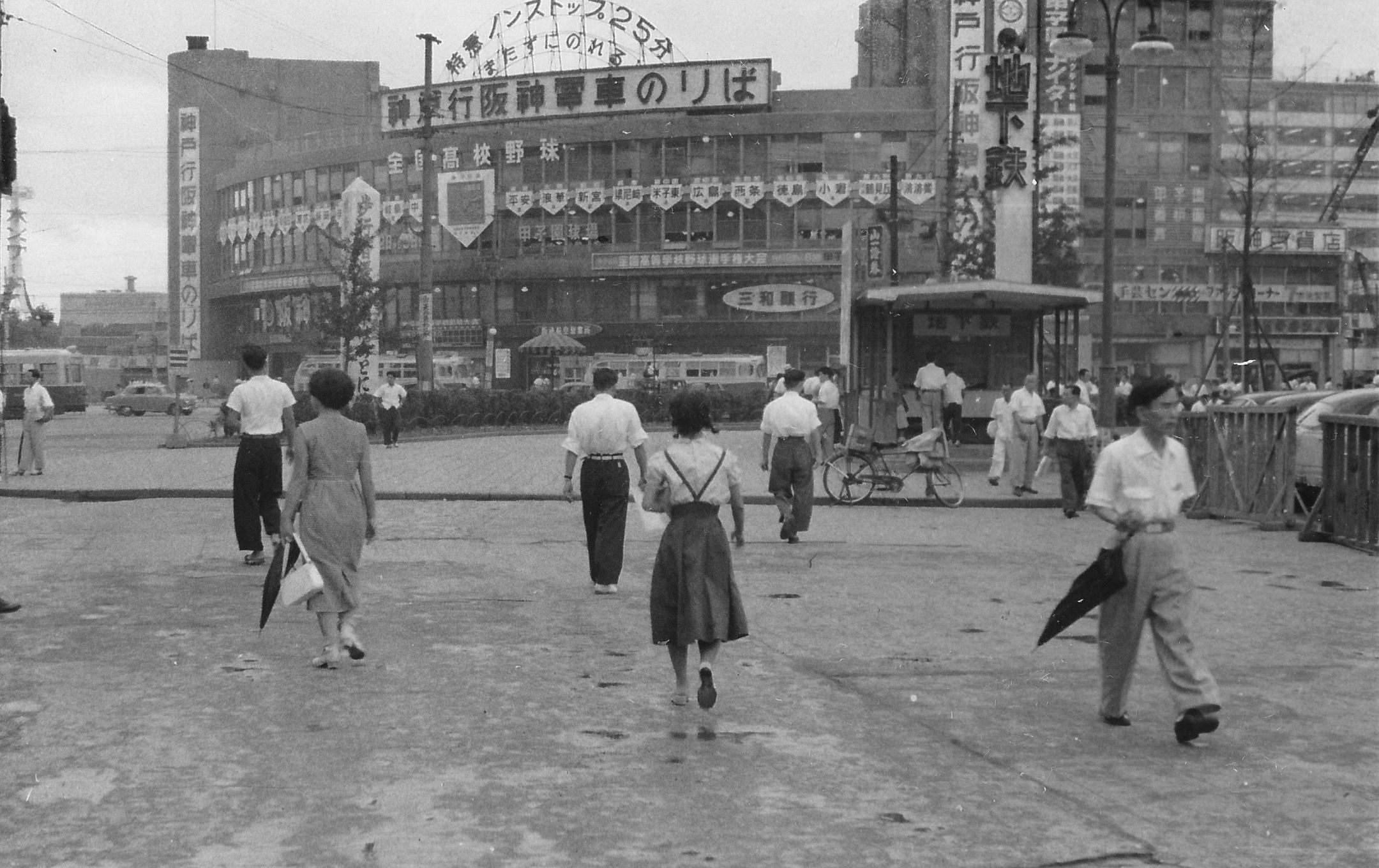
昭和31年の阪神大阪梅田駅（1956年8月）
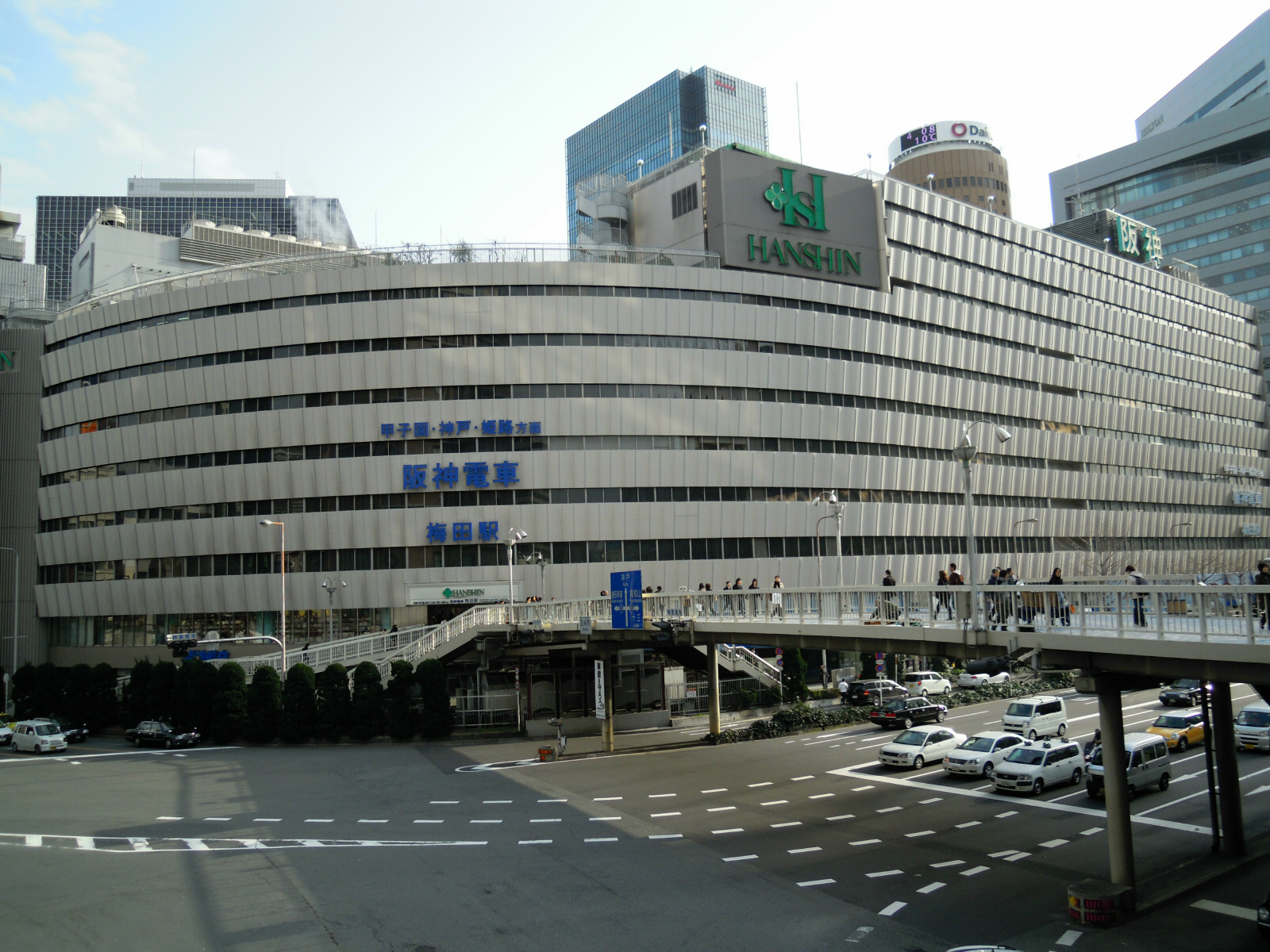
建て替え前の阪神梅田駅と阪神百貨店（2010年3月）

## 駅構造
地下駅で、プラットホームはJR大阪駅と阪神百貨店間の道路（幅員約30メートル）の地下2階にある。改札口は、ホーム車止め側の東改札（駅長室所在）のほか、地下1階には阪神百貨店の西側に西改札（改札口は百貨店側の「百貨店口」とハービスOSAKAに繋がる「西口」の2か所。うち「西口」は忘れ物センター所在）がある。エレベーターとエスカレーターは、東改札側は改札外に、西改札側は改札内（「西口」寄り）にそれぞれ設けられている。
ホームは頭端式ホームで4面4線。通常時は3面4線のみ使用されており、ほか1面は予備ホームとなっている。なお、旧4番線降車ホームであった予備ホームには柵が設けられており、通常時は立ち入ることができないようになっている（5001形の最終運用日は一部のマスコミを予備ホームに入れて撮影させていた）。
阪急の大阪梅田駅とは異なり駅構内には店舗はない（飲料の自動販売機のみ）が、改札外には、東改札側にはコンビニエンスストアやジューススタンドなどが、西改札側にはドラッグストア、喫茶店、飲食店、ドーナツショップの売店がある。

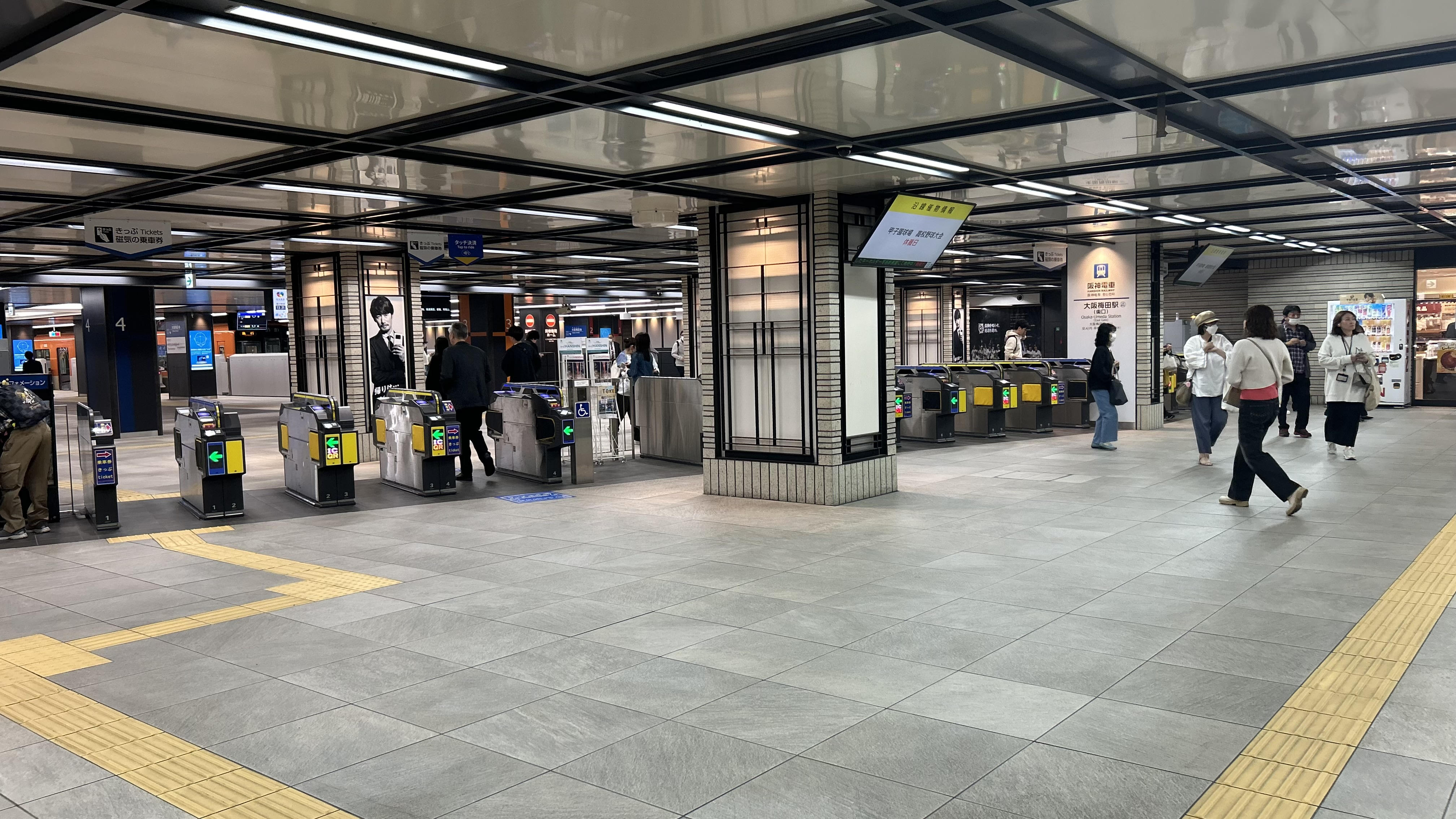
東改札口
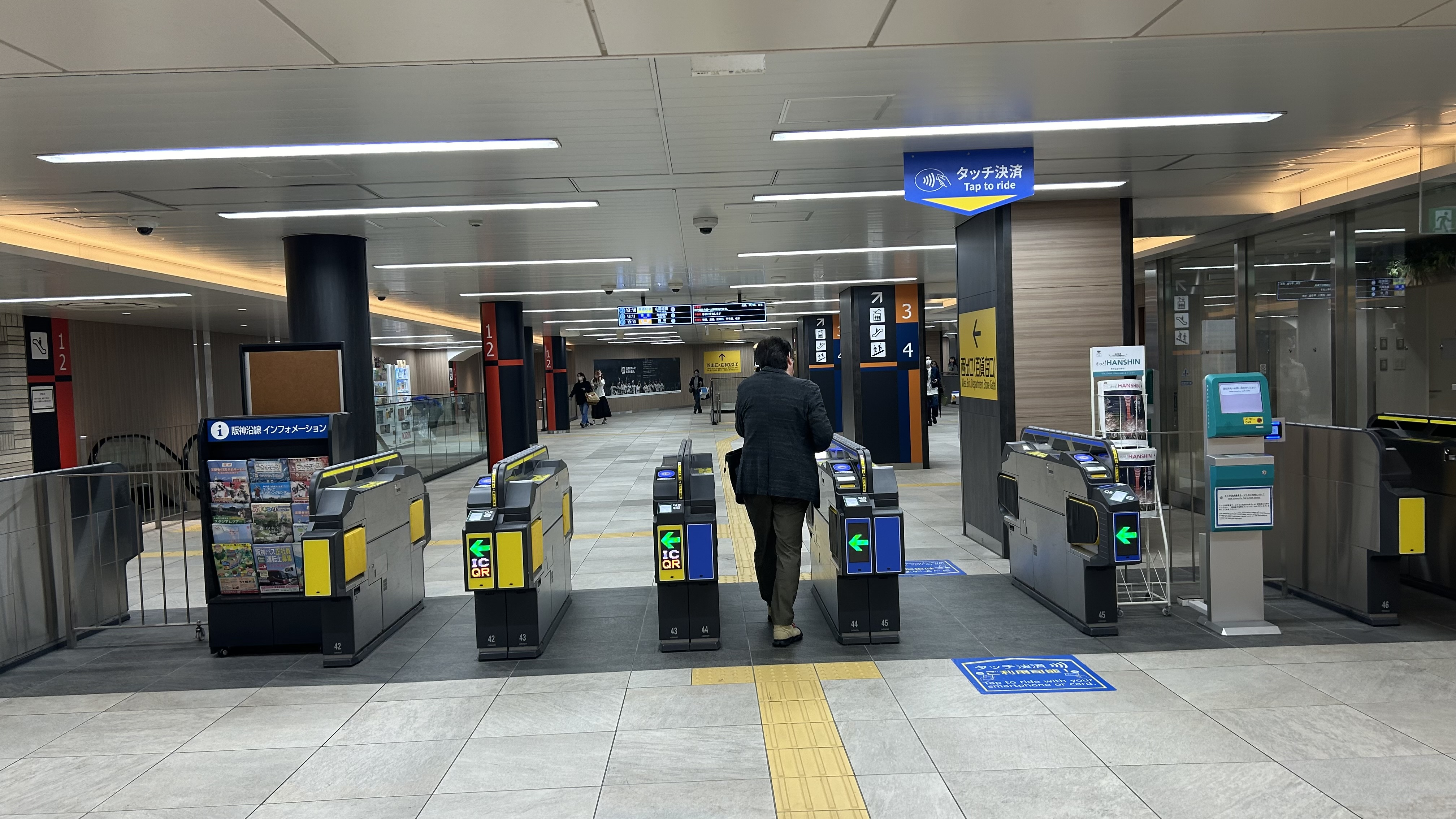
西改札口
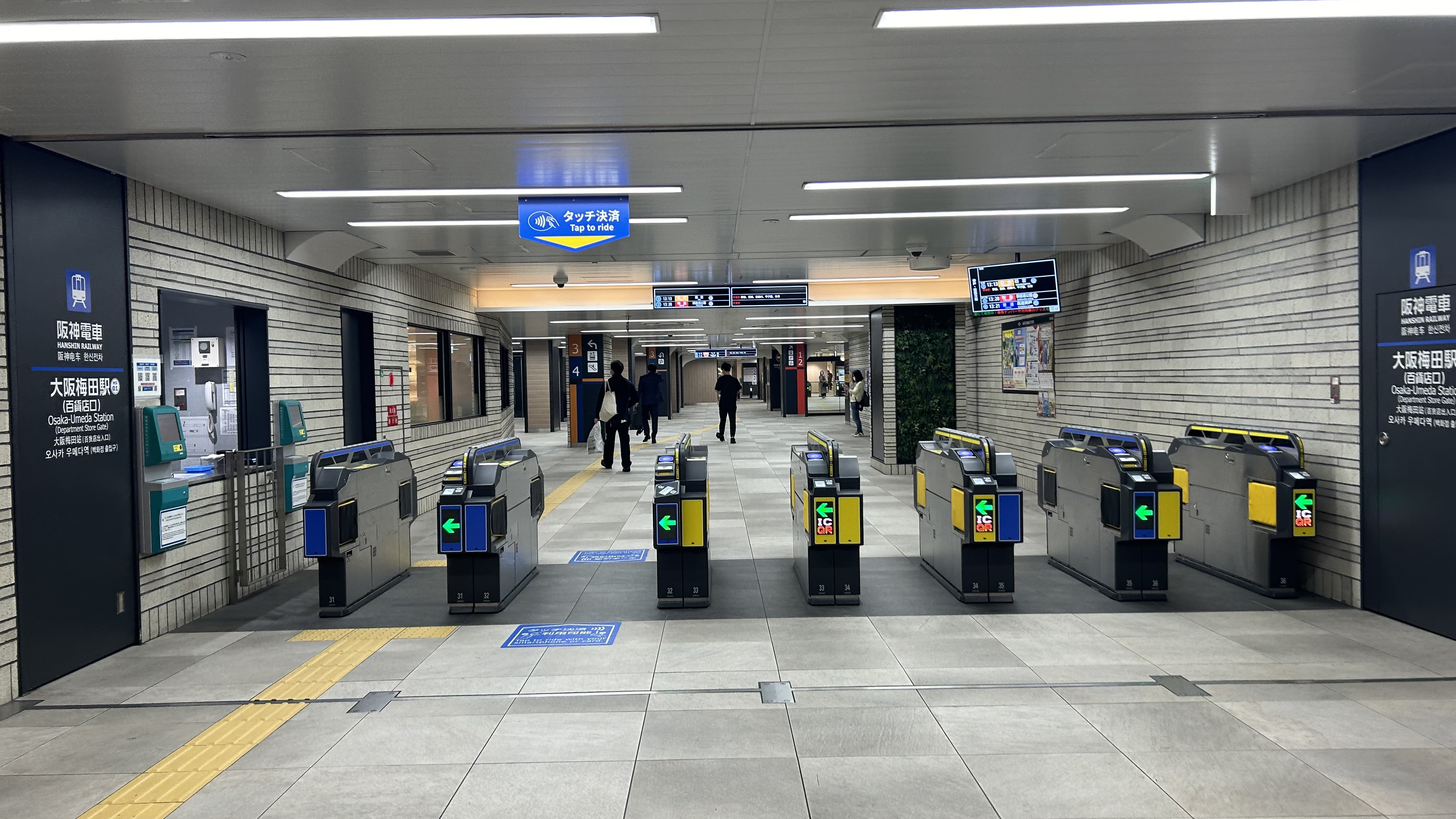
百貨店改札口

### のりば
| 番線 | 発着列車                | 備考 |
| ---- | ----------------------- | --- |
| 1    | ■直通特急・■特急        | 早朝の直通特急と平日朝ラッシュ時の回送（区間特急の折り返し）で使用 その他、臨時列車の発着、稀にイベントでも使用 |
| 2    | ■直通特急・■特急        | |
| 3    | ■特急・■急行・■区間急行 | 特急は24時15分発（最終）のみ                                                                                    |
| 4    | ■普通                   | 通常時は4両編成のみ発着                                                                                         |

ホームは北側から1番線乗降車・2番線乗車用、2・3番線降車用、3番線乗車・4番線乗降車用、4番線予備ホーム、の順となっている。
1番線はホームを北側に拡幅した上で現在の位置に移転したが、降車用ホームは設けられなかったため、1・2番線乗車用ホームが降車用ホームも兼ねている。また、阪神の駅では神戸三宮駅に次いで2番目にホームドア（可動式ホーム柵）が設置されたほか、ホームの発車標は阪神では神戸高速線以外の駅では初めてLCD式が設置された。のち全てのホームにも1番線同様にホームドア（可動式ホーム柵）とLCD式発車標が設置されている。1・2番線ともに夜間滞泊の設定がある。なお、1番線からの定期列車の発車は、初発とその次の直通特急程度。
3・4番線乗車用ホームのうち、4番線側は駅改良工事実施前まで西改札側の端部がコンコースとの階段と干渉していたため実質の有効長が5両分しかなかったこともあり、その名残で現在も普通列車（4両編成）の発着に限定して使用されている。2017年夏に乗車側・降車側ともに4番線ホームは西改札側のうち乗降口のない箇所には転落防止柵が設置されたため、それ以降は4両編成専用ホームとされた。さらに駅改良工事で可動式ホーム柵が設置されたが、可動式ホーム柵は東改札側の4両分のみにしか設置されていないため（西改札側には転落防止柵、さらにベンチも設置された）、駅改良工事完了後の現在もそのまま4番線は普通列車のみが発着している。ほかに、駅改良工事により3番線を北側（旧2番線）に移動させ、廃止された旧3番線の線路部分を塞いでホームを拡幅し、旧3番線の線路部分跡地の西改札側にはエレベーター・エスカレーターを設置した（2番線・3番線降車用ホームは旧来通り階段のみ設置）。
4番線の降車用ホームは2023年12月5日をもって閉鎖され、翌6日からは1番線と同様に3・4番線乗車ホームが4番線降車ホームを兼ねるようになった。ただ、旧降車用ホームも併せて改装し、公式なアナウンスはないが予備ホームとして残されており、6両編成の乗降も可能なように対応している。なお、この予備ホームには可動式ホーム柵は設置されていないため、安全のため立ち入らないよう東改札側では車止めの位置に、西改札側ではコンコースの階段手前に、それぞれ柵を設けて通常時は閉鎖している。
ターミナル駅として高頻度で運行される列車の発着を円滑に行うことを考慮し、複雑な配線を採用していた。現在の配線は以前よりも簡略化されてはいるが、地下駅ゆえの空間的制約によりいまだに複雑な配線となっているため、到着列車が3・4番線に入線する際や1・2番線から出発した列車は直後に数回大きく揺れる。
|                                                               | 阪神大阪梅田駅配線図（2021年10月29日までのもの） | → 本線 : 神戸方面 |
| 凡例 出典:。ただしホーム形状は梅田駅構内案内図 (PDF) による。 |                                                  |                   |

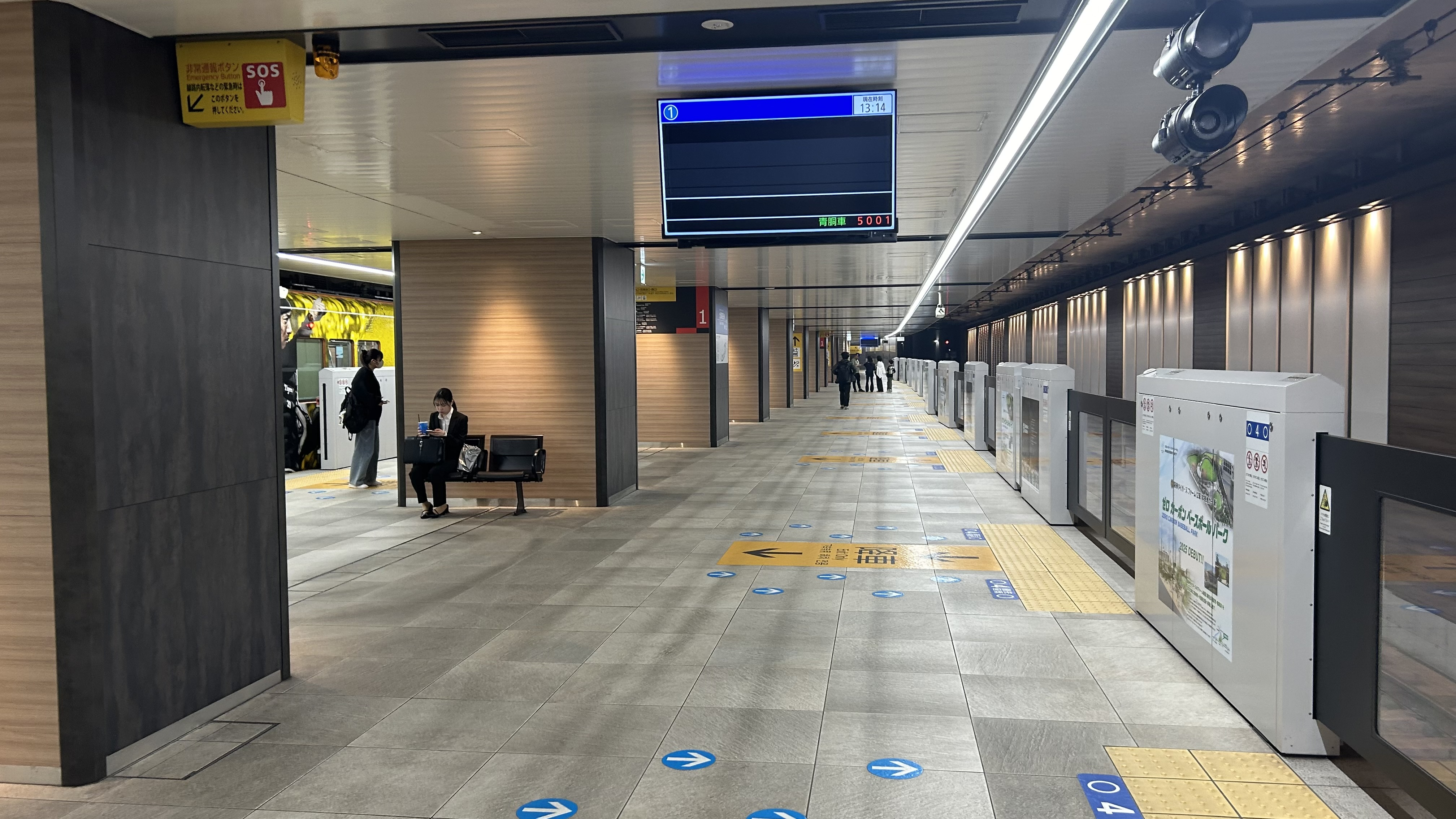
1番線ホーム
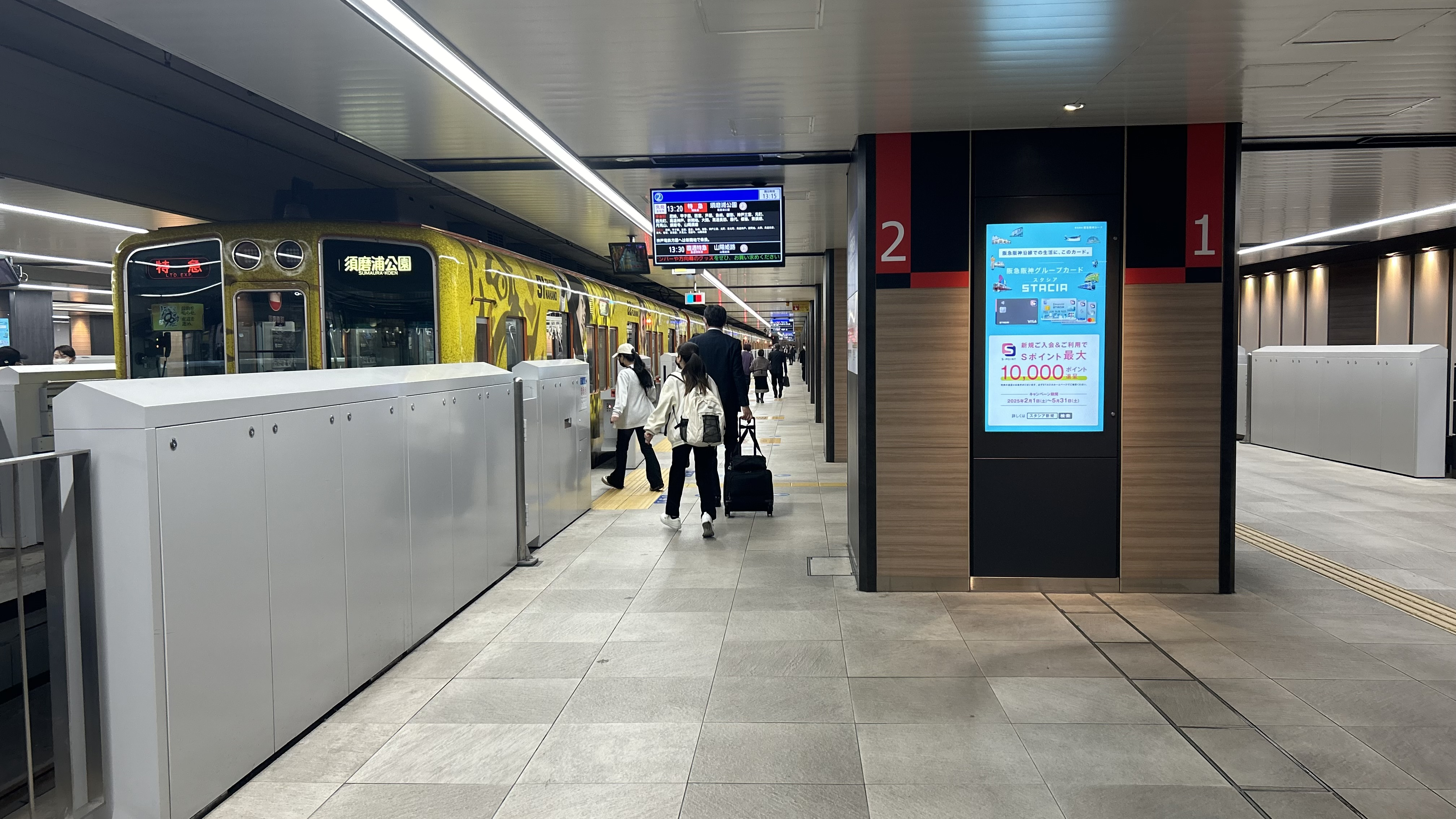
2番線ホーム
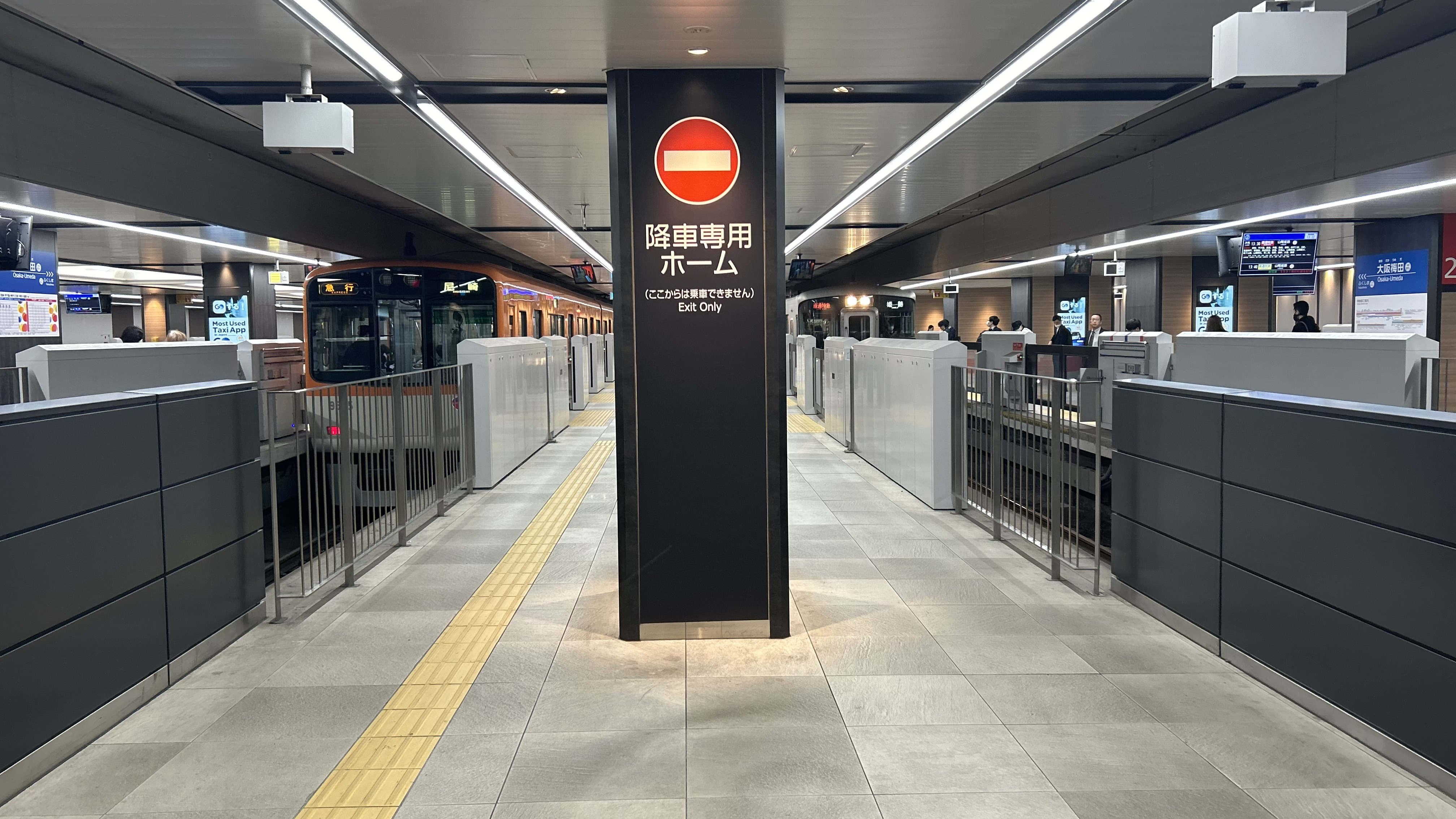
2・3番線降車ホーム
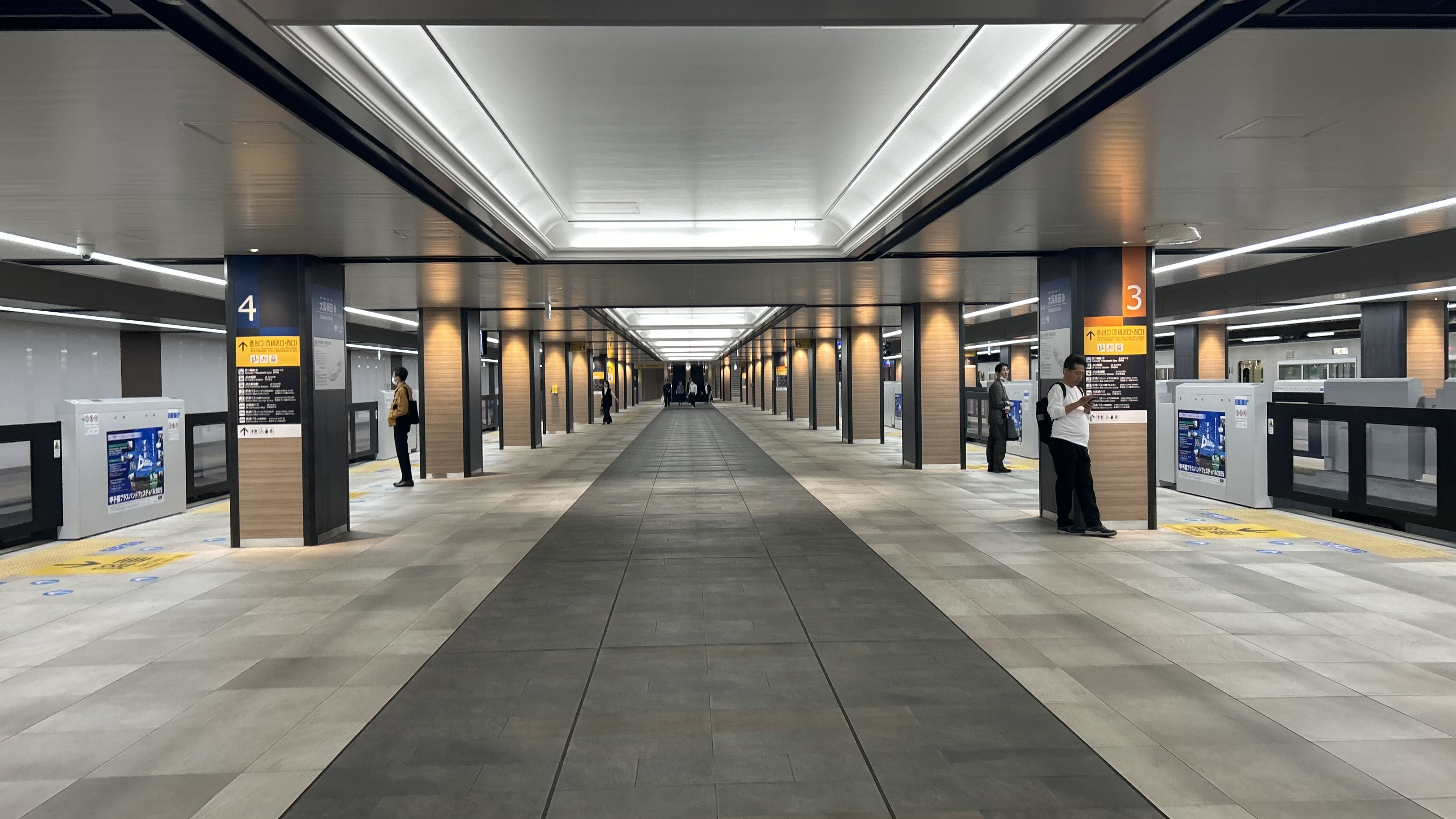
3・4番線ホーム（床が濃い色の部分が旧3番線線路跡）
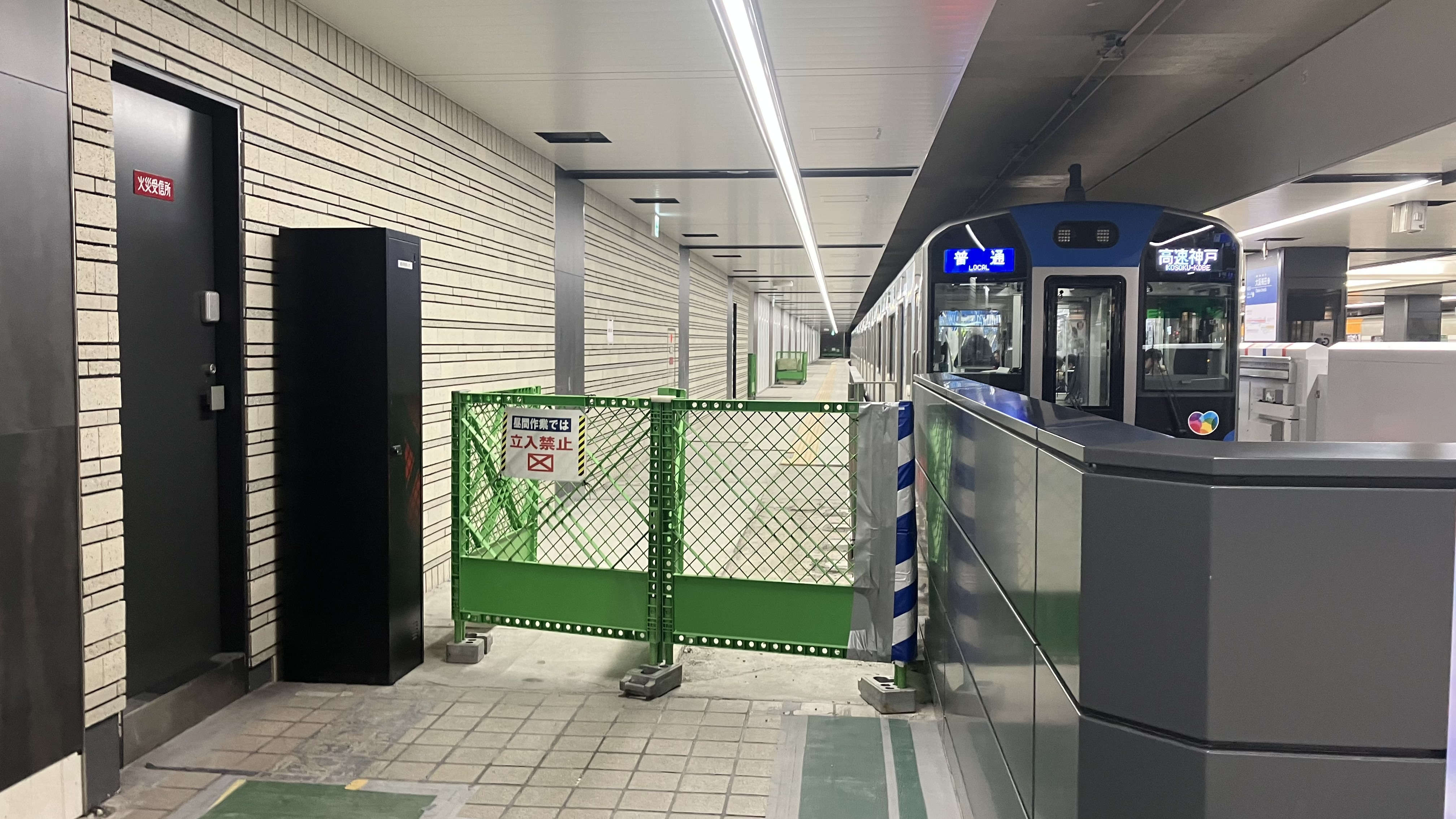
旧4番線降車ホーム (工事中)
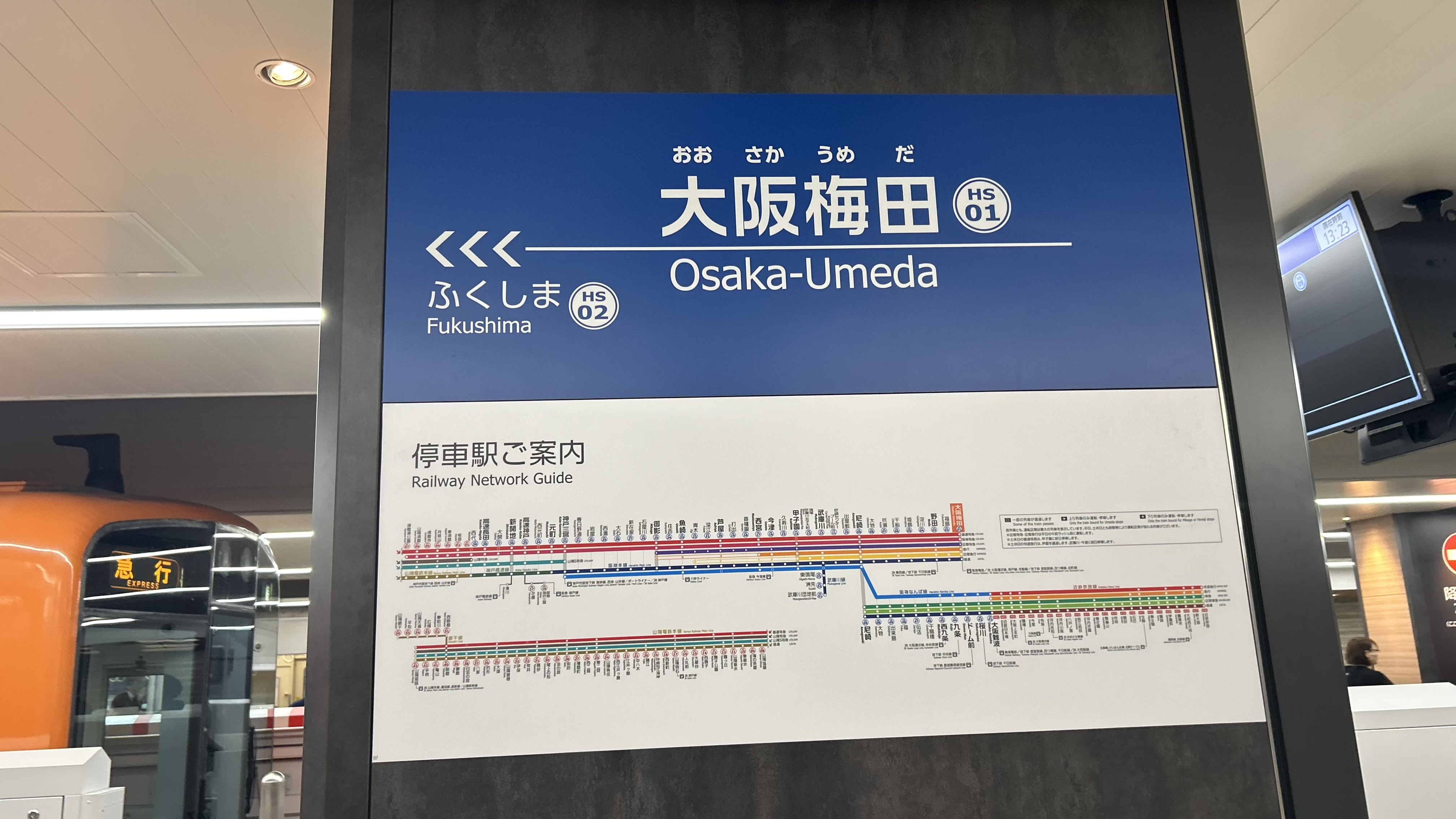
駅名標

### トイレ
トイレは東改札外・西改札内にある。

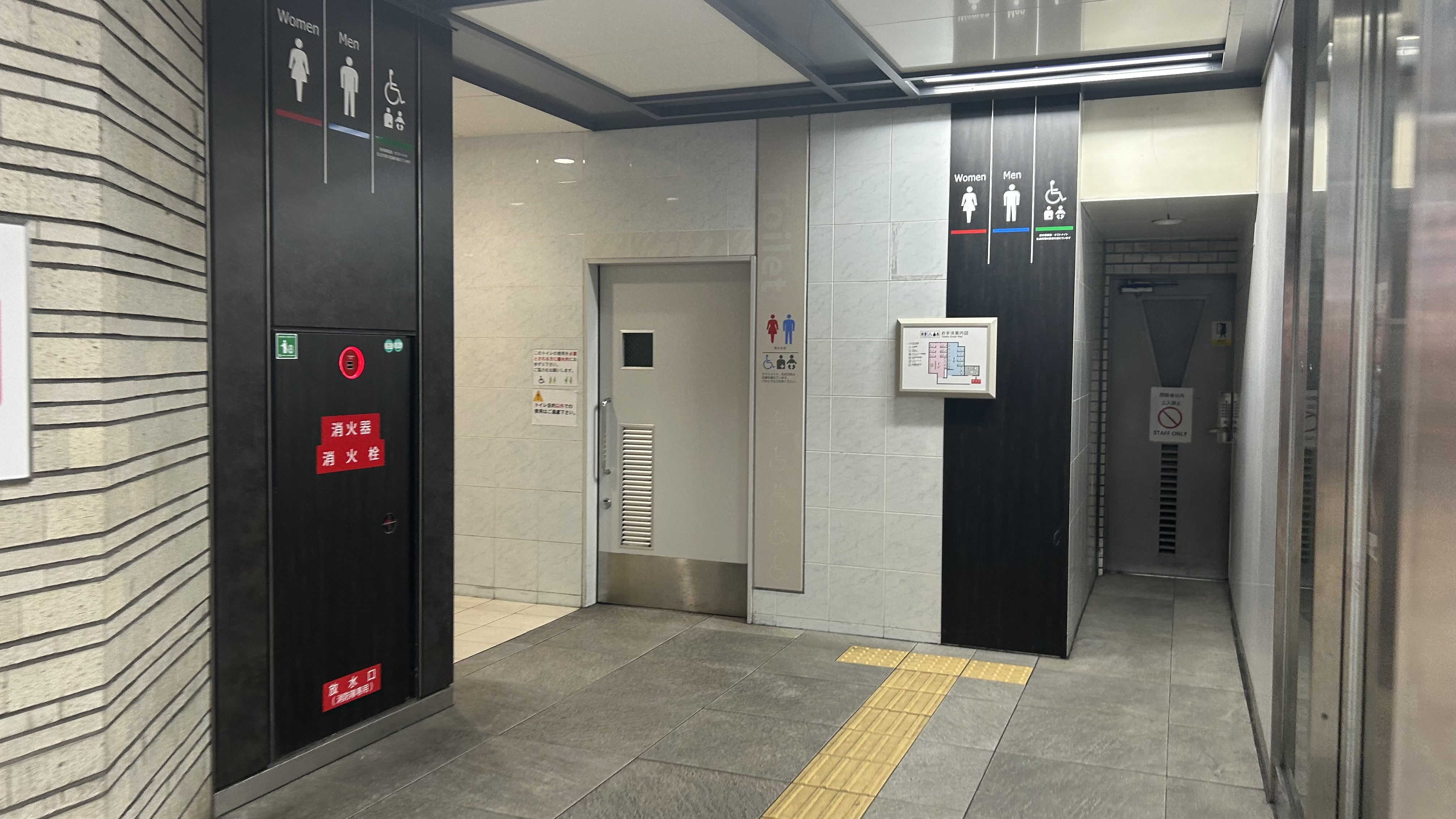
東改札外トイレ
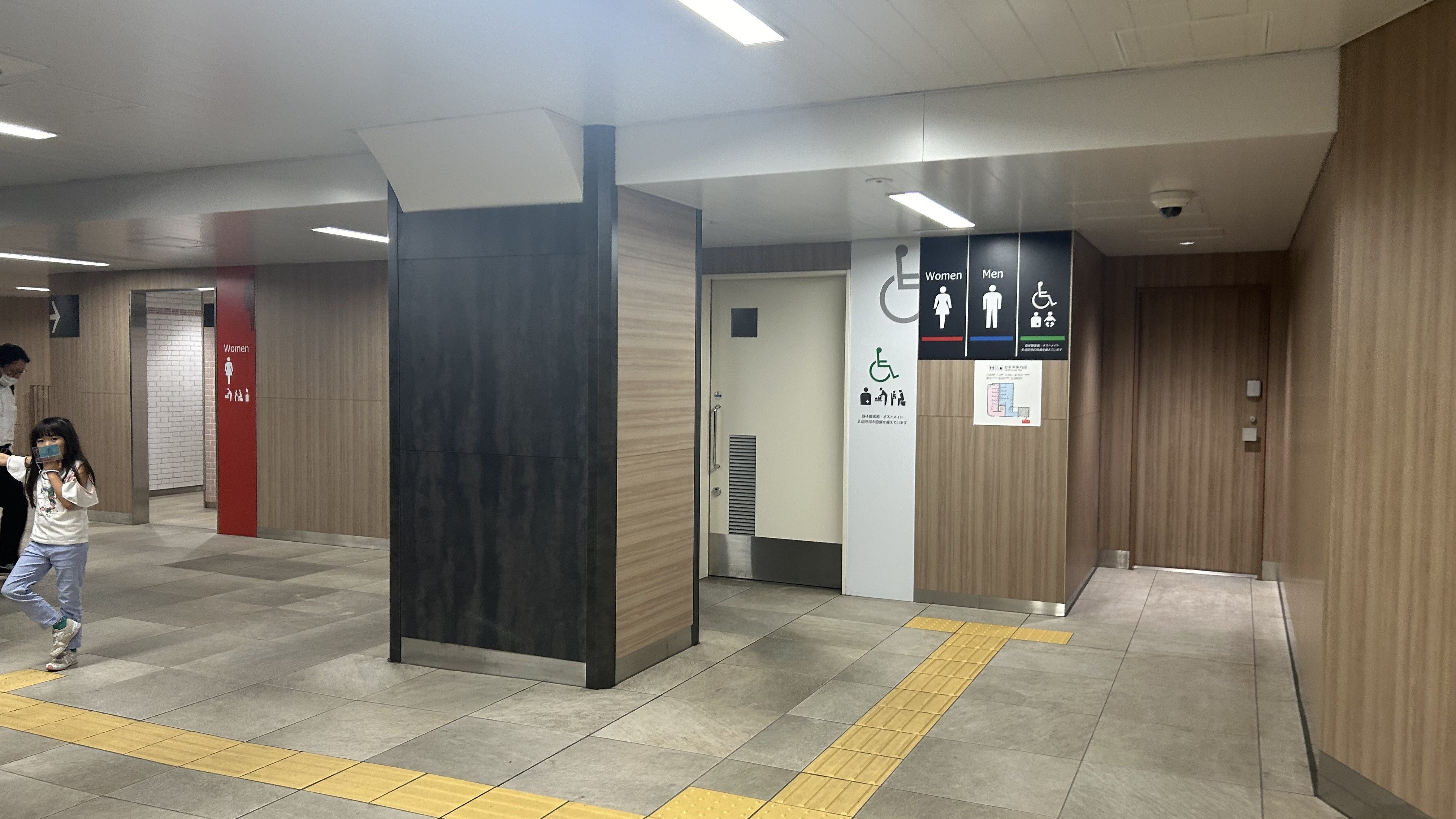
西改札内トイレ

### 改良工事
旧来のホームは駅開業当時からのものでホーム幅が狭く、ラッシュ時など混雑時でホームに乗客が溢れた際には転落または列車との接触の恐れがあったこと、特に西改札側はコンコースとの移動は階段のみでバリアフリー面に問題もあったことなど問題も多かったことから、隣接する阪神百貨店の建て替えに合わせて、2015年3月3日より大規模な駅改良工事に着手した。
当初のプレスリリースでは、旧1番線の北側に新たに線路とホームを設けて1・2番線を北側に移設し、1・2番線乗車ホームを拡幅（但し、新しい1番線には降車ホームは設置しない）。そして、3番線を旧2番線に移設した上で、旧3番線があった箇所はホーム化して3・4番線乗車ホームを拡幅。さらに可動式ホーム柵と、西改札側にエレベーター・エスカレーターを新設する、というものであった。完成は2023年度末予定とした。
まず、従来は東改札を出て北側にあった駅長室が、2019年に現在ある反対側の南側に移転した。続いて、2021年までに、東改札側ではコインロッカーと梅田ミックスジュースを東改札の階段下に移転させ、旧駅長室跡地は改装しローソンとした。一方、西改札側でも駅事務室、忘れ物センター、トイレを北側から南側に移設し、その跡地に1・2番線乗車ホームとつながるエレベーター、エスカレーターの設置工事などを行った。
改札外でも、解体前の阪神百貨店1階から駅へと繋がっていた出入口を廃止し新たに南西口を設置したほか、東改札からホワイティうめだに繋がるエスカレーターの更新工事の実施、ホワイティうめだからの階段にある直近4列車発車案内をフルカラーLEDからLCD表示のものに更新した。西改札でも、改札口北側にある東西自由通路を改装・拡張するため2015年12月19日から2021年2月5日まで閉鎖し、その間は西改札の構内を分断する形で南側に仮設の東西自由通路を開設していたため、暫定的に4番線降車ホームには出口専用改札口を設置していた（現在は仮設通路の閉鎖により再び駅構内に戻されている）。ほかにも、地下1階の阪神百貨店北側の東西自由通路を改装・拡張したほか、西改札側で床面や天井、外壁の改装工事を行った。さらに、改良工事により空いた西改札百貨店口横のスペースには、北側にドラッグストア、南側に喫茶店が開業した。
2021年10月30日より新1番線ホームの供用を開始したのを手始めに、各ホームには順次可動式ホーム柵の設置を行った。そして2022年10月29日より1・2番線乗車ホームにエスカレーターを設置、さらに2023年12月6日より3・4番線乗車ホームにエスカレーターを設置、最後に2024年1月27日より全ての乗車ホームの神戸側にエレベーターを設置し、一連のバリアフリー化工事がほぼ完成となった。このほか、全ての番線の発車標と、東改札内にあった大型のLED発車案内標がLCDに置き換えた。
最終的に工事着手から9年後となる2024年3月16日をもって、全ての駅改良工事が完了した。

## 梅田ミックスジュース

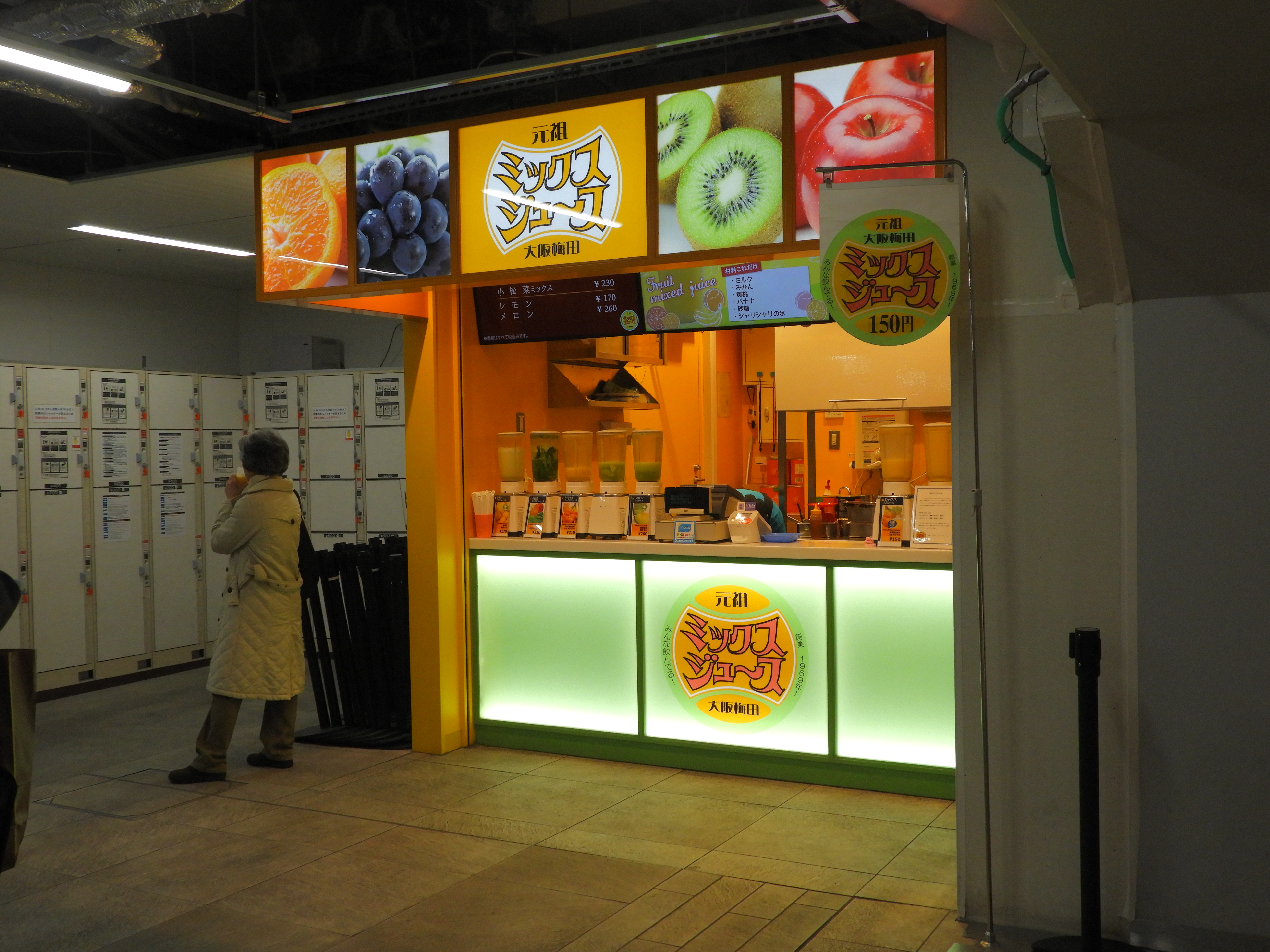
梅田ミックスジュース

当駅の改札外（南出口付近）に株式会社サカイが運営するジューススタンド「梅田ミックスジュース」がある。1969年11月に出店し、看板メニューである「ミックスジュース」は1日平均約1500杯を売り上げており、多くの利用客に親しまれ当駅の名物になっている。
かつては東改札の手前にあり、2015年に駅改良工事が着工すると存続が危ぶまれたが、2019年4月に現在地に移転して運営を続けている。

## 利用状況
2019年（令和元年）次の1日平均乗降人員は170,112人（乗車人員：86,282人、降車人員：83,830人）である。
阪神電鉄で乗降人員が最も多い駅であるが、1991年次をピークに減少傾向が続き、2000年次以降は一日平均乗降人員が20万人を割り込んでいる。その後は18万人程度で推移していたが、2009年3月に阪神なんば線が開業し、大物駅以西からは当駅を経由せずに難波方面へ向かえるようになったため、2010年次以降の乗降人員はピーク時の7割程度で1960年代前半の水準である16万人程度で推移している。

### 年次別一日乗降・乗車人員
各年次の1日乗降・乗車人員数は下表の通りである。
- 1963年次までのデータは、1日平均乗降・乗車人員である。
- 1964年次、1965年次のデータは、各年10月中の1日平均乗車人員である。
- 1966年次から1974年次までのデータは、交通量調査に基づく特定の1日の乗降・乗車人員である。
- 1975年次からのデータは、1日平均乗降・乗車人員である。

近年の1日乗降・乗車人員の推移は以下の通り。
| 年次               | 特定日   | 1日平均  | 1日平均  | 出典              |
| 年次               | 乗車人員 | 乗降人員 | 乗車人員 | 出典              |
| ------------------ | -------- | -------- | -------- | ----------------- |
| 1960年（昭和35年） | -        | 173,175  | 89,315   | [ 大阪府統計 1 ]  |
| 1961年（昭和36年） | -        | 190,831  | 97,584   | [ 大阪府統計 2 ]  |
| 1962年（昭和37年） | -        | 207,537  | 105,474  | [ 大阪府統計 3 ]  |
| 1963年（昭和38年） | -        | 213,786  | 108,699  | [ 大阪府統計 4 ]  |
| 1964年（昭和39年） | -        | -        | 114,933  | [ 大阪府統計 5 ]  |
| 1965年（昭和40年） | -        | -        | 113,688  | [ 大阪府統計 6 ]  |
| 1966年（昭和41年） | 100,367  | -        | -        | [ 大阪府統計 7 ]  |
| 1967年（昭和42年） | 112,131  | -        | -        | [ 大阪府統計 8 ]  |
| 1968年（昭和43年） | 119,899  | -        | -        | [ 大阪府統計 9 ]  |
| 1969年（昭和44年） | 126,058  | -        | -        | [ 大阪府統計 10 ] |
| 1970年（昭和45年） | 121,323  | -        | -        | [ 大阪府統計 11 ] |
| 1971年（昭和46年） | 119,182  | -        | -        | [ 大阪府統計 12 ] |
| 1972年（昭和47年） | 119,202  | -        | -        | [ 大阪府統計 13 ] |
| 1973年（昭和48年） | 118,173  | -        | -        | [ 大阪府統計 14 ] |
| 1974年（昭和49年） | 117,619  | -        | -        | [ 大阪府統計 15 ] |
| 1975年（昭和50年） | -        | -        | 112,942  | [ 大阪府統計 16 ] |
| 1976年（昭和51年） | -        | -        | 112,777  | [ 大阪府統計 17 ] |
| 1977年（昭和52年） | -        | -        | 113,102  | [ 大阪府統計 18 ] |
| 1978年（昭和53年） | -        | -        | 116,058  | [ 大阪府統計 19 ] |
| 1979年（昭和54年） | -        | -        | 118,211  | [ 大阪府統計 20 ] |
| 1980年（昭和55年） | -        | -        | 122,860  | [ 大阪府統計 21 ] |
| 1981年（昭和56年） | -        | -        | 123,261  | [ 大阪府統計 22 ] |
| 1982年（昭和57年） | -        | 247,888  | 124,615  | [ 大阪府統計 23 ] |
| 1983年（昭和58年） | -        | 247,147  | 124,043  | [ 大阪府統計 24 ] |
| 1984年（昭和59年） | -        | 253,923  | 126,883  | [ 大阪府統計 25 ] |
| 1985年（昭和60年） | -        | 255,040  | 127,445  | [ 大阪府統計 26 ] |
| 1986年（昭和61年） | -        | 255,137  | 127,854  | [ 大阪府統計 27 ] |
| 1987年（昭和62年） | -        | 255,693  | 128,692  | [ 大阪府統計 28 ] |
| 1988年（昭和63年） | -        | 255,888  | 128,159  | [ 大阪府統計 29 ] |
| 1989年（平成元年） | -        | 262,316  | 131,033  | [ 大阪府統計 30 ] |
| 1990年（平成02年） | -        | 261,655  | 130,710  | [ 大阪府統計 31 ] |
| 1991年（平成03年） | -        | 277,425  | 138,985  | [ 大阪府統計 32 ] |
| 1992年（平成04年） | -        | 265,317  | 133,055  | [ 大阪府統計 33 ] |
| 1993年（平成05年） | -        | 250,756  | 125,587  | [ 大阪府統計 34 ] |
| 1994年（平成06年） | -        | 240,943  | 120,673  | [ 大阪府統計 35 ] |
| 1995年（平成07年） | -        | 236,490  | 118,725  | [ 大阪府統計 36 ] |
| 1996年（平成08年） | -        | 230,915  | 115,692  | [ 大阪府統計 37 ] |
| 1997年（平成09年） | -        | 216,339  | 108,391  | [ 大阪府統計 38 ] |
| 1998年（平成10年） | -        | 210,392  | 105,413  | [ 大阪府統計 39 ] |
| 1999年（平成11年） | -        | 203,144  | 101,793  | [ 大阪府統計 40 ] |
| 2000年（平成12年） | -        | 193,943  | 97,214   | [ 大阪府統計 41 ] |
| 2001年（平成13年） | -        | 191,597  | 96,181   | [ 大阪府統計 42 ] |
| 2002年（平成14年） | -        | 185,768  | 93,236   | [ 大阪府統計 43 ] |
| 2003年（平成15年） | -        | 183,485  | 91,917   | [ 大阪府統計 44 ] |
| 2004年（平成16年） | -        | 179,516  | 89,998   | [ 大阪府統計 45 ] |
| 2005年（平成17年） | -        | 180,694  | 90,546   | [ 大阪府統計 46 ] |
| 2006年（平成18年） | -        | 181,716  | 91,241   | [ 大阪府統計 47 ] |
| 2007年（平成19年） | -        | 178,555  | 89,632   | [ 大阪府統計 48 ] |
| 2008年（平成20年） | -        | 180,210  | 90,537   | [ 大阪府統計 49 ] |
| 2009年（平成21年） | -        | 182,875  | 91,945   | [ 大阪府統計 50 ] |
| 2010年（平成22年） | -        | 165,344  | 83,611   | [ 大阪府統計 51 ] |
| 2011年（平成23年） | -        | 166,427  | 84,151   | [ 大阪府統計 52 ] |
| 2012年（平成24年） | -        | 165,032  | 83,630   | [ 大阪府統計 53 ] |
| 2013年（平成25年） | -        | 165,977  | 83,887   | [ 大阪府統計 54 ] |
| 2014年（平成26年） | -        | 164,755  | 83,410   | [ 大阪府統計 55 ] |
| 2015年（平成27年） | -        | 166,010  | 84,256   | [ 大阪府統計 56 ] |
| 2016年（平成28年） | -        | 167,058  | 84,285   | [ 大阪府統計 57 ] |
| 2017年（平成29年） | -        | 166,821  | 84,520   | [ 大阪府統計 58 ] |
| 2018年（平成30年） | -        | 168,963  | 85,721   | [ 大阪府統計 59 ] |
| 2019年（令和元年） | -        | 170,112  | 86,282   | [ 大阪府統計 60 ] |
| 2020年（令和2年）  |          | 135,627  | 68,566   |                   |

## 駅周辺
梅田は大阪市最大の繁華街・オフィス街である。難波、心斎橋と並ぶ大阪の商業の中心地であり、淀屋橋とともに大阪の代表的なオフィス街でもある。百貨店・ファッションビル・専門店・ホテル・オフィスビルなどが集積し、関西最大の超高層ビル群を形成している。
駅南部から南西部には、阪神百貨店梅田本店やハービスOSAKA、ハービスENT、ホテル阪神など阪神グループの各種施設が建ち並んでおり、この地域を指して「阪神村」と呼ばれることがある。
駅南部はダイヤモンド地区となっている。駅北部はJR大阪駅および大阪ステーションシティとなっている。駅北東部は阪急大阪梅田駅や阪急百貨店うめだ本店をはじめとする阪急関連の施設が立ち並んでおり、「阪急村」と呼ばれる。
阪神村周辺の施設
- 大阪梅田ツインタワーズ・サウス
  - 阪神百貨店梅田本店

- 大阪第一生命ビル
- オオサカガーデンシティ
  - ヒルトン大阪
  - ヒルトンプラザ大阪
  - ハービスENT
  - ハービスOSAKA
  - ブリーゼタワー

## 隣の駅
阪神電気鉄道
本線
■直通特急・■特急
大阪梅田駅 (HS 01) - 尼崎駅 (HS 09)
■臨時特急(甲子園でプロ野球開催時のみ)
大阪梅田駅 (HS 01)  - 甲子園駅 (HS 14)
■区間特急（上り到着列車のみ）・■急行
大阪梅田駅 (HS 01) - 野田駅 (HS 03)
■区間急行・■普通
大阪梅田駅 (HS 01) - 福島駅 (HS 02)
- 1949年まで、当駅と福島駅の間に出入橋駅があった。

### 記事本文